# Wilhelm Maybach
Wilhelm Maybach rođen je u Heilbronnu u Njemačkoj 9. veljače 1846. godine, a umro je u Stuttgartu 29. prosinca 1929. u dobi od 83 godine. Po zanimanju je bio inženjer i industrijalist, a zvali su ga kraljem konstruktora. Bio je sin stolara i njegove žene Luise. Imao je četvero braće.